# Joseph Bazalgette
Sir Joseph William Bazalgette, född 28 mars 1819 i Enfield, grevskapet Middlesex, död 15 mars 1891, var en brittisk ingenjör. 
Bazalgette var under 1840-talet verksam vid bland annat järnvägar och kanaler samt förordnades 1852 till överingenjör för kloakanläggningarna i London, vilken syssla han nedlade 1889. Han upphöjdes 1874 i adligt stånd. 
Ett självständigt och i sitt slag fulländat arbete av Bazalgette är Londons stora kloaksystem, utfört 1858–65, den mest omfattande och svåra anläggning i sin art, som någonstädes satts i verket. Efter hans anvisningar utfördes sedermera avloppsledningar i många andra stora städer. Han byggde vidare bland annat större delen av Londons kajer utmed Themsen, gator, tunnlar, större broar, dammbyggnader och arbetarbostäder.